# Viktor Mucha
Viktor Mucha (Königgrätz, 17 aprile 1877 – Vienna, 6 giugno 1933) è stato un dermatologo austriaco che condusse molte ricerche sulla sifilide.

## Biografia
Studiò medicina nelle università di Vienna e Strasburgo, laureandosi nel 1904. Dal 1905 lavorò come assistente di Ernst Finger nel dipartimento delle malattie dermatologiche e veneree dell'università viennese. Lavorò inoltre come medico al Kaiserin-Elisabethspital dal 1909 al 1913 e nell'ospedale pediatrico St. Anna dal 1913 al 1914. Nel 1912 ottenne l'abilitazione come dermatologo e sifilologo, divenendo poi professore universitario associato nel 1921. Nel 1906, insieme a Karl Landsteiner, applicò la tecnica della microscopia in campo oscuro per individuare il Treponema pallidum, ossia il batterio che causa la sifilide.
La pitiriasi lichenoide e varioliforme acuta è talvolta chiamata malattia di Mucha-Habermann in onore, rispettivamente, di Viktor Mucha e del dermatologo tedesco Rudolf Habermann.